# لوگانو
شهر لوگانو (Lugano با تلفظ؛ ‎/luːˈɡɑːnoʊ/‎) در جنوب کشور سوئیس واقع شده است و ۵۵٬۰۶۰ نفر جمعیت دارد. به علت نزدیکی و همزبانی با ایتالیا، بخش عمده‌ای از شرکت‌های مالی و بانک‌های لوگانو به شهروندان ایتالیایی خدمات ارائه می‌کنند. لوگانو به علت برخورداری از هوایی معتدل، مجاورت با دریاچه لوگانو و کوه‌های آلپ، در فصول بهار و تابستان از عمده شهرهای توریستی سوئیس به‌شمار می‌رود. هر ساله در میانه تابستان فستیوال جاز و اواخر تابستان فستیوال بلوز در این شهر برگزار می‌شود.
لوگانو همچنین دارای دانشگاهی با دانشکده‌های علوم ارتباطات، اقتصاد، معماری و انفورماتیک می‌باشد.

## نگارخانه

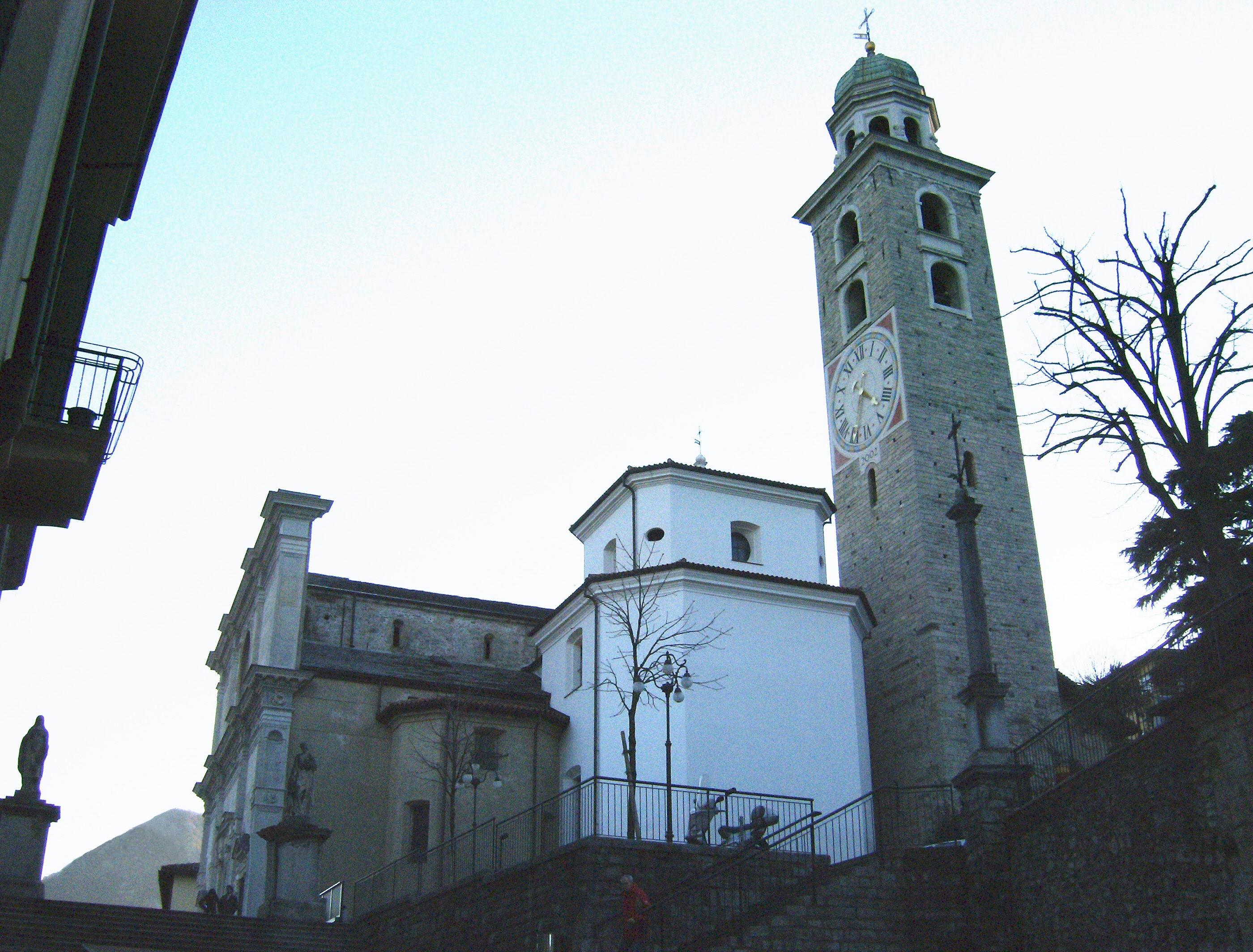
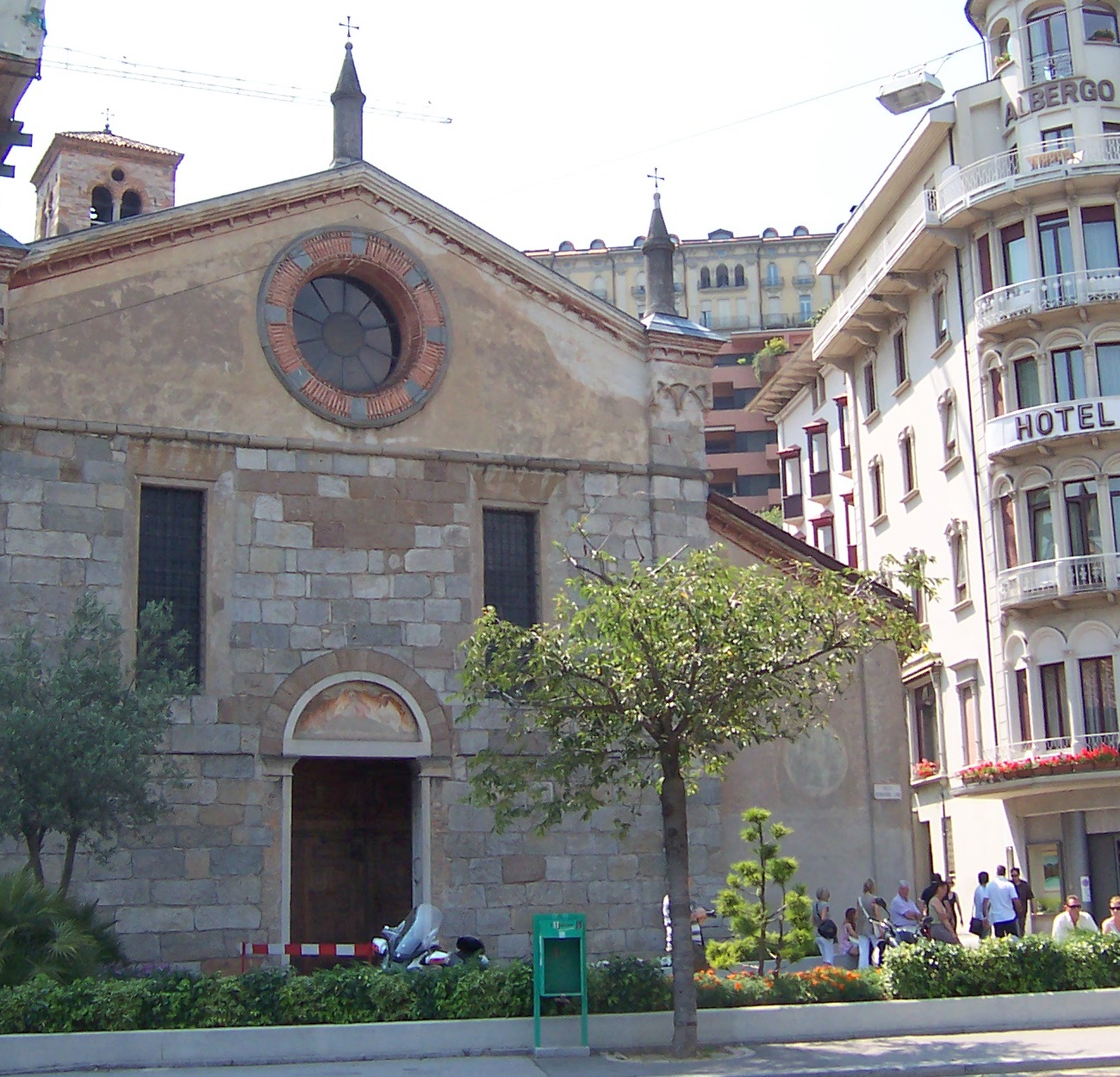
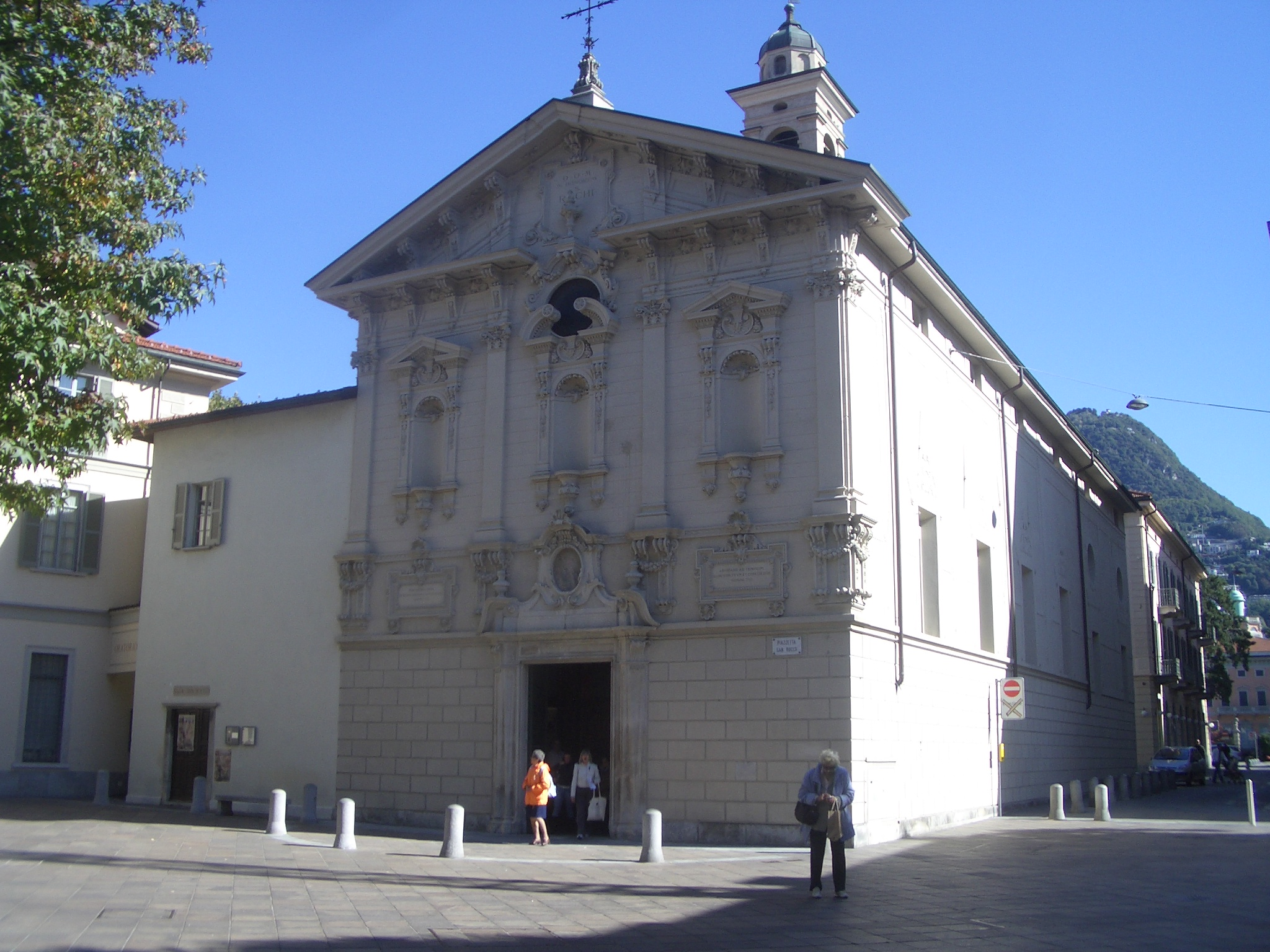
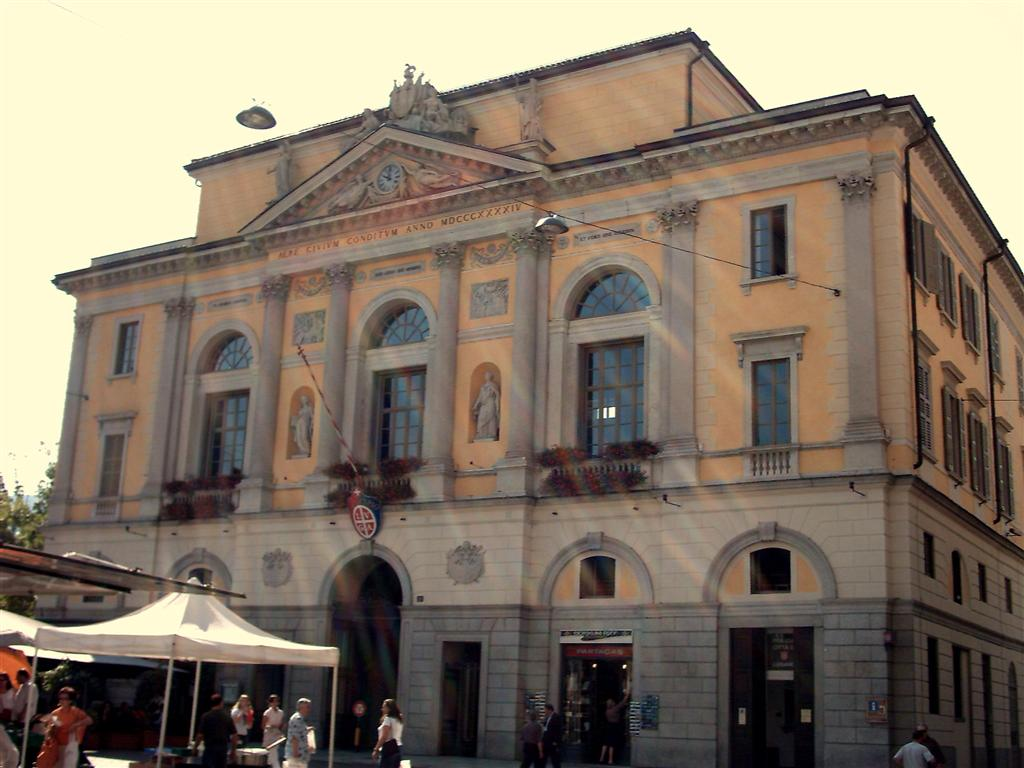
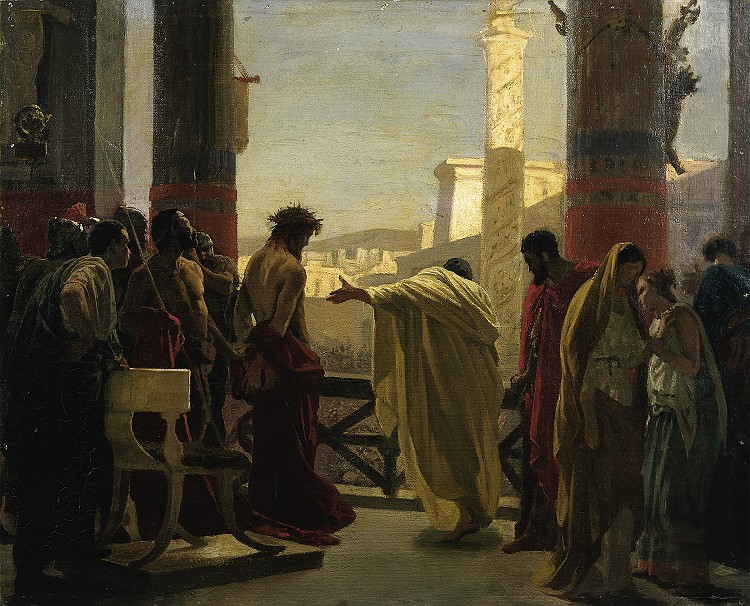
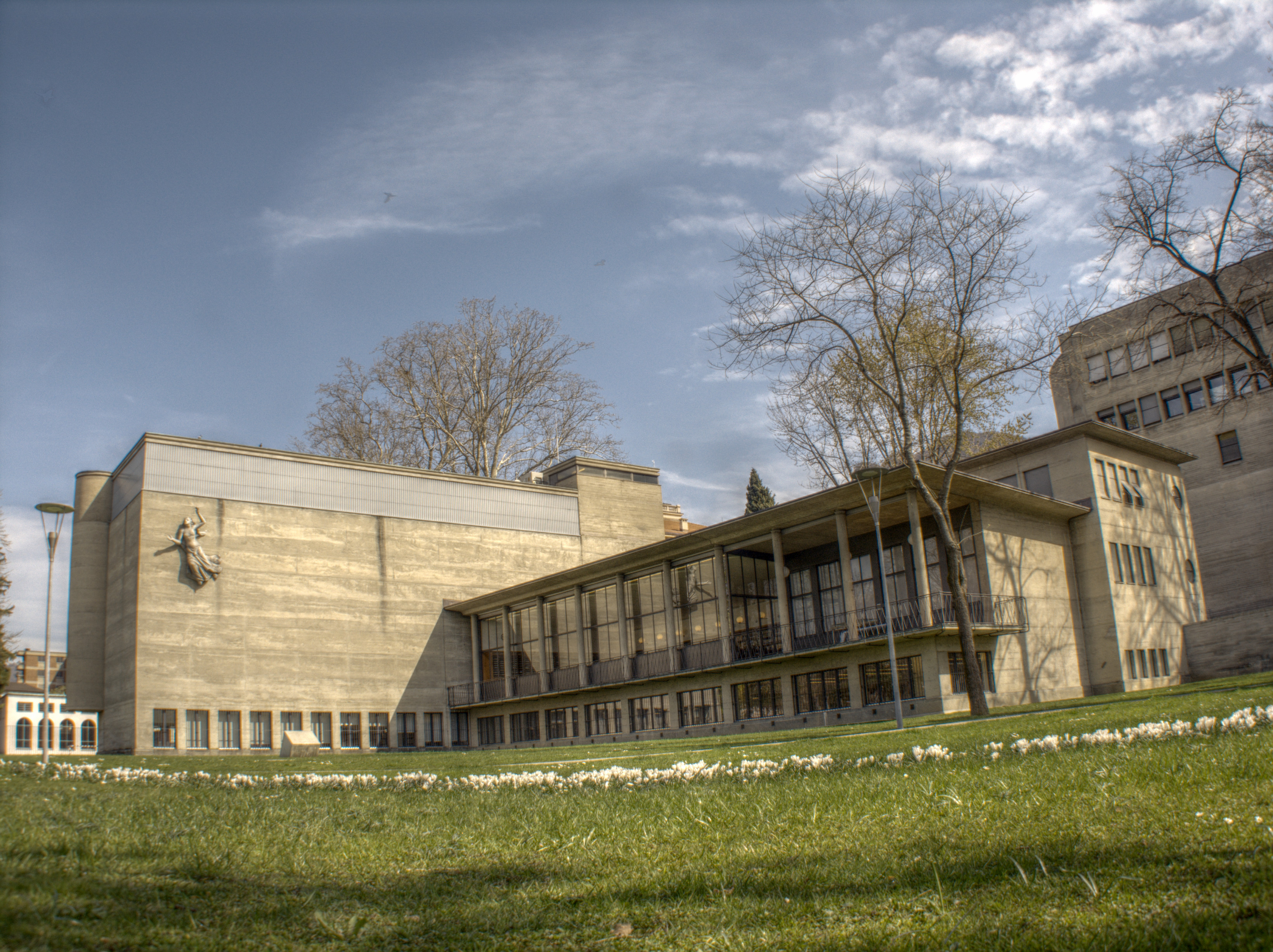